# Xixuthrus bufo
Xixuthrus bufo är en skalbaggsart som beskrevs av Thomson 1878. Xixuthrus bufo ingår i släktet Xixuthrus och familjen långhorningar.
Artens utbredningsområde är Filippinerna. Inga underarter finns listade i Catalogue of Life.